# Demircilik, Elbistan
Demircilik là một thị trấn thuộc huyện Elbistan, tỉnh Kahramanmaraş, Thổ Nhĩ Kỳ. Dân số thời điểm năm 2010 là 2.056 người.